# Ferdinand Charles Victor d'Autriche-Este
Ferdinand Charles Victor d'Autriche-Este (1821-1849), est le plus jeune fils du duc François IV de Modène et de la duchesse née Marie-Béatrice de Sardaigne.

## Biographie
Troisième enfant du couple ducal, l'archiduc Ferdinand et la famille ducale doivent fuir leur duché lors des émeutes de 1831.
Le duc François IV, seul souverain à n'avoir pas reconnu la monarchie de Juillet, est rétabli sur le trône par les troupes autrichiennes. La duchesse Marie-Béatrice mourut en 1840 suivie dans la tombe par son oncle et mari en 1846. Le trône échut à leur fils aîné François V de Modène. Le jeune souverain avait épousé à Munich en 1842 la duchesse Aldegonde de Bavière, fille du roi Louis Ier de Bavière. Il mène lui une politique aussi conservatrice que celle de son père.
L'archiduc Ferdinand a également deux sœurs : l'archiduchesse Marie-Thérèse qui épouse en 1846 Henri d'Artois, « comte de Chambord », prétendant au trône de France, et l'archiduchesse Marie-Béatrice qui épouse en 1847 un frère du prétendant carliste au trône espagnol.
L'archiduc épousa en 1847 sa cousine l'archiduchesse Élisabeth de Habsbourg-Hongrie, fille du palatin de Hongrie, Joseph d'Autriche et de la princesse Marie-Dorothée de Wurtemberg.
Ils eurent une fille Marie-Thérèse de Modène.
Membre de la Maison de Habsbourg-Lorraine, l'archiduc est officier dans l'armée autrichienne. Son régiment est stationné à Brno en Moravie. En 1848, la famille impériale chassée de Vienne par les émeutes se réfugie en Moravie et loge au palais archiépiscopal d'Olmutz où l'empereur Ferdinand Ier abdique en faveur de son neveu François-Joseph. C'est à l'archiduc Ferdinand qu'est confiée la mission d'annoncer au roi de Prusse l'accession au trône autrichien de son jeune cousin.
Avec ses troupes, l'archiduc Ferdinand combat contre le royaume de Sardaigne et participe à la répression contre les rebelles hongrois aux côtés de l'armée impériale russe.
En décembre 1849, son régiment ravagé par une épidémie de typhus est dissous. L'archiduc contracte la maladie lors d'une inspection de l'hôpital militaire. Veillé par sa sœur la « comtesse de Chambord », il meurt le 15 décembre à l'âge de 28 ans.

## Épilogue
L'archiduchesse Elisabeth, veuve à 19 ans, eut l'heur de plaire à son cousin l'empereur François-Joseph qui cherchait une épouse. Cependant la mère du souverain, l'archiduchesse Sophie, traumatisée par la révolution autrichienne de 1848 et la révolte hongroise qui suivit, n'admit pas pour impératrice et belle-fille une princesse hongroise dont le frère avait soutenu les rebelles, veuve et mère de surcroit. L'archiduchesse Elisabeth fut prestement remariée à un cousin de la branche de Teschen. Sœur de la reine Marie-Henriette de Belgique et déjà mère de la future reine de Bavière, elle fut également la mère de la reine Marie-Christine d'Espagne.
En 1860, le duché de Modène, envahi par les troupes sardes, est annexé au nouveau royaume d'Italie. Le duc François V se réfugie en Autriche. Il meurt en 1875 sans descendance.
L'archiduchesse Marie-Thérèse, fille de l'archiduc Ferdinand de Modène, sera la dernière représentante de la Maison de Modène. Elle épousa en 1868 le prince royal Louis de Bavière, en eut une nombreuse progéniture et devint, à l’avènement de son mari en 1913, la dernière reine de Bavière. Elle était également, depuis la mort de son oncle François (« Francis Ier ») en 1875, la prétendante « Mary IV » aux trônes anglais et écossais (« Mary III » pour les Écossais). Elle mourut quelques mois après la chute de la monarchie bavaroise. Son fils aîné, Rupprecht (appelé « Robert Ier » par les royalistes anglais — « Robert IV » pour les Écossais) lui succéda.

## liens externes
- Notice dans un dictionnaire ou une encyclopédie généraliste :   - Deutsche Biographie
- Notices d'autorité :   - VIAF
  - ISNI
  - GND
  - Tchéquie